# Glühröhrchenprobe
Die Glühröhrchenprobe ist ein qualitatives Analyseverfahren in der anorganischen Chemie. Es wird als Vorprobe auf in einer Analysensubstanz enthaltende Substanzen verwendet.
Sie wird zum qualitativen Nachweis von Metallen in leichtflüchtigen Metallverbindungen angewendet, so zum Beispiel bei Cadmium und Arsen.
In einem schwerschmelzbaren Reagenzglas wird die zu untersuchende Substanz hocherhitzt. Beim Erhitzen einer trockenen Analysensubstanz im Glühröhrchen kann eine Farbänderung der Substanz eintreten, sich ein Gas oder Wasser entwickeln, ein Sublimat entstehen oder sich ein Metallspiegel bilden.
Wegen der entstehenden Dämpfe bei der Glühröhrchenprobe, welche giftig oder gesundheitsschädigend sein können (insbesondere durch Kakodyl bzw. Kakodyloxid beim Arsennachweis), sollte diese Nachweisreaktion unter einem Gasabzug durchgeführt werden.

## Metallspiegel
Ein Metallspiegel kann auf Cadmium (in Anwesenheit von Oxalaten) oder Quecksilber (aus Quecksilber(II)-Verbindungen) hinweisen. Das Metall schlägt sich durch Resublimation als Metallspiegel am verhältnismäßig kälteren oberen Rand des Reagenzglases nieder. Der metallische Belag kann gewogen und zur genaueren Untersuchung dem Reagenzglas entnommen werden.

## Sublimate
Bei der Probe können folgende Sublimate entstehen:
| Farbe       | Substanz besteht aus                                                 |
| ----------- | -------------------------------------------------------------------- |
| Weiß        | Ammoniumsalze, Quecksilberhalogenide, Arsentrioxid, Arsen(V)-oxid    |
| Grau        | Quecksilberverbindungen                                              |
| Grauschwarz | Iodid, oxidierende Substanzen, Quecksilbersulfid, Arsen              |
| Gelb        | Arsen(III)-sulfid, Schwefel, Quecksilberiodid (wird beim Reiben rot) |

## Schwarzer Rückstand
Es kann ein schwarzer Rückstand entstehen. Dieser kann in schmelzendes Kaliumnitrat hineingeworfen werden. Eine Verbrennung ist ein Hinweis auf Kohle aus einer organischen Substanz.

## Gase
Folgende Gase können bei der Glühröhrchenprobe entstehen. Die Gase sind zum Teil giftig und ätzend und es sollte keine Geruchsprobe durchgeführt werden.
| Gas                | Farbe    | Geruch                                                      | Gas stammt aus                                    | Bemerkungen                          |
| ------------------ | -------- | ----------------------------------------------------------- | ------------------------------------------------- | ------------------------------------ |
| Sauerstoff         | Farblos  | Geruchslos                                                  | Peroxide, Chlorate, Bromate                       | Glimmender Span brennt               |
| Kohlenstoffdioxid  | Farblos  | Geruchslos, organische Verbindungen geben brenzligen Geruch | Carbonate, organische Verbindungen                | Trübt Bariumhydroxid                 |
| Kohlenstoffmonoxid | Farblos  | Geruchslos, organische Verbindungen geben brenzligen Geruch | Oxalate, organische Verbindungen                  | Brennt schwach bläulich Giftig       |
| Dicyan             | Farblos  | Bittere Mandel                                              | Cyanide                                           | Brennt blauviolett Hochgiftig        |
| Schwefeldioxid     | Farblos  | Stechend                                                    | Sulfide (unter Luftzutritt), Sulfite, Thiosulfate | Trübt Bariumhydroxid                 |
| Chlorwasserstoff   | Farblos  | Stechend                                                    | Chloride                                          | Mit Ammoniak Nebel Färbt Lackmus rot |
| Chlorgas           | Gelbgrün | Stechend                                                    | Chloride + Oxidationsmittel                       |                                      |
| Bromdämpfe         | Braun    | Stechend, Erstickend                                        | Bromide + Oxidationsmittel                        |                                      |
| Ioddämpfe          | Violett  | Stechend, Erstickend                                        | Iodide + Oxidationsmittel                         |                                      |
| Stickstoffdioxid   | Braun    | Erstickend                                                  | Nitrite, Nitrate                                  |                                      |
| Ammoniak           | Farblos  | Stechend                                                    | Ammoniumsalze                                     | Färbt Lackmus blau                   |
| Kakodyloxid        | Farblos  | Unangenehm                                                  | Arsenverbindungen + Acetat                        | Hochgiftig                           |